# مدينة صباح السالم الجامعية
مدينة صباح السالم الجامعية، مدينة جامعية كويتية، تقع في منطقة الشدَّادية في ضاحية عبد الله المبارك في محافظة الفروانية في دولة الكويت، وتضم الحرم الجامعي لجامعة الكويت، وتبلغ مساحتها ستة ملايين م2.

## تاريخها
أًمِر بإنشاء «مدينة صباح السالم الجامعية» في 4 مايو 2004 بأمر من أمير دولة الكويت الشيخ جابر الأحمد الصباح، نص عليه مرسوم بقانون حمل رقم 30 لعام 2004. وفي 19 فبراير 2005، وضعَ حجر الأساس - آنذاك - رئيسُ مجلس الوزراء وممثل الأمير الشيخ صباح الأحمد الجابر الصباح (أمير دولة الكويت لاحقًا) بحضور وزير التربية ووزير التعليم العالي الأسبق رشيد الحمد. أشار المرسوم بداية إلى المدينة باسم «المدينة الجامعية»، ثم أمر أمير دولة الكويت الشيخ صباح الأحمد في 21 أكتوبر 2009 خلال حفل حضره بمناسبة يوم المعلم العالمي إطلاق اسم أمير دولة الكويت الأسبق الشيخ صباح السالم الصباح على المدينة الجامعية في الشدادية، ليصبح اسمها «مدينة صباح السالم الجامعية».
في 4 أغسطس 2009، نص القانون رقم 76 لسنة 2009، بعائدية «مدينة صباح السالم الجامعية» إلى جامعة الكويت، إذ جاء في المادة 40 من القانون: «تنقل جامعة الكويت بكافة كلياتها ومراكزها وإداراتها والمباني والمرافق التابعة لها إلى موقع المدينة الجامعية المنشأة بالقانون رقم 30 لسنة 2004 المشار إليه، ويخصص الموقع لجامعة الكويت ويكون مقرًا رئيسًا لها...».